# Mikael Appelgren (handball)
Pour les articles homonymes, voir Mikael Appelgren et Appelgren.

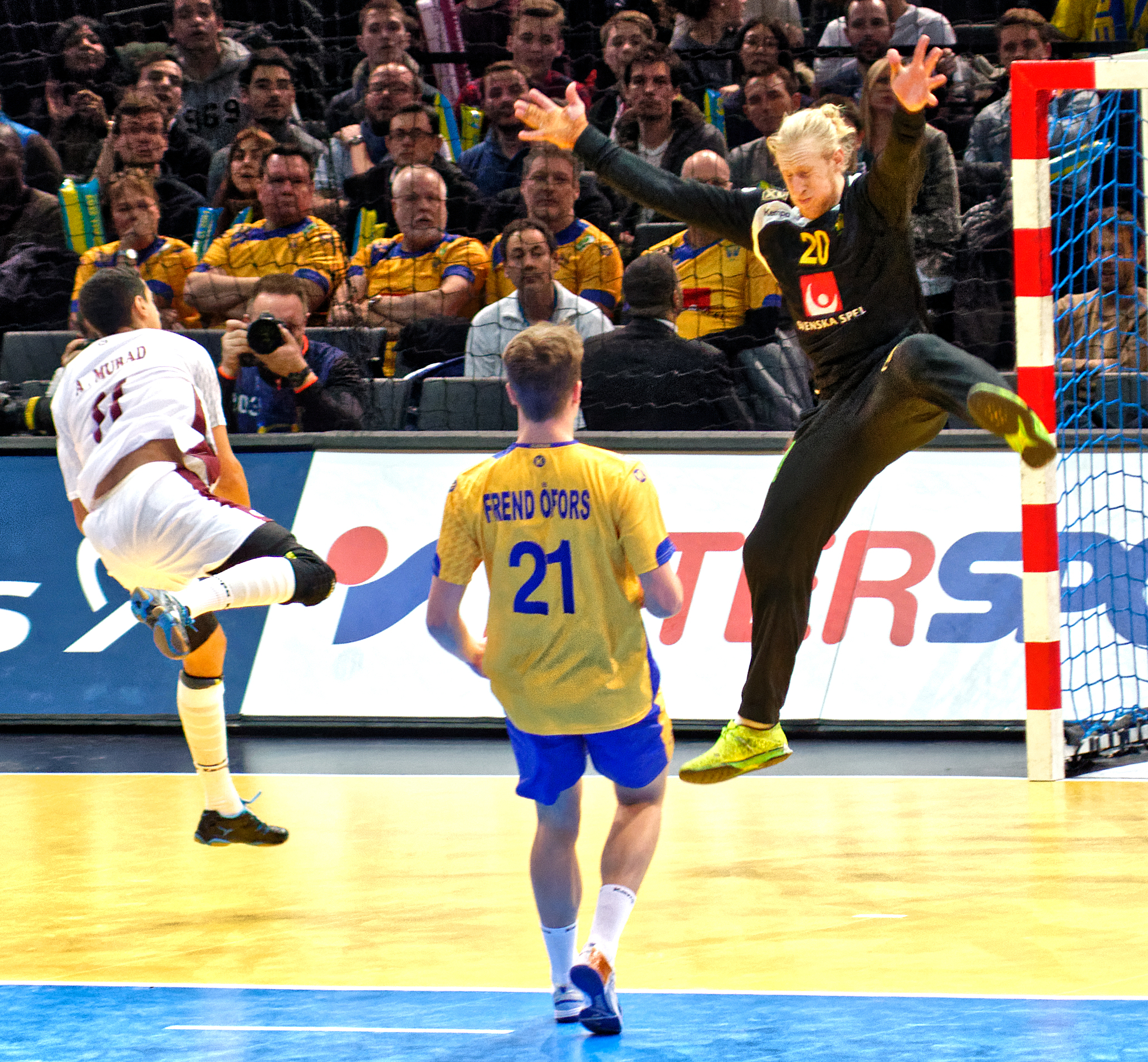
Match de la phase préliminaire du championnat du monde masculin de handball 2017 entre la Suède et le Qatar (Groupe D). A Bercy, le 18 janvier 2017.

Mikael Appelgren, né le 6 septembre 1989 est un joueur de handball suédois. 
Il évolue au poste de gardien de but en équipe nationale de Suède depuis 2011 et dans le club allemand des Rhein-Neckar Löwen depuis 2015.

## Biographie
Atteint d’acromégalie

## Palmarès

### En clubs
- Vainqueur du Championnat d'Allemagne (2) : 2016, 2017
- Vainqueur de la Supercoupe d'Allemagne (2) : 2016, 2017

### En équipe nationale
- 8e place au Championnat d'Europe 2016
- 11e place aux Jeux olympiques 2016
- 5e place au Championnat du monde 2017
- Médaille d'argent au Championnat d'Europe 2018